# Cracked Brain
Cracked Brain è il quarto album del gruppo thrash metal tedesco Destruction pubblicato nel 1990 dalla Noise Records. Insieme a The Least Successful Human Cannonball è uno dei due album della band senza Schmier nelle vesti di cantante.

## Tracce
1. Cracked Brain – 3:36
2. Frustrated – 3:32
3. S E D – 3:32
4. Time Must End – 5:56
5. My Sharona – 3:10
6. Rippin You Off Blind – 5:28
7. Die A Day Before You're Born – 4:21
8. No Need to Justify – 4:48
9. When Your Mind Was Free – 4:38

## Formazione
- Andrè Grieder – voce
- Mike Sifringer – chitarra, basso
- Harry Wilkens – chitarra, basso
- Christian Engler – basso
- Oliver Kaiser – batteria